# Шалаші (Червенський район)
Шалаші (біл. вёска Шалаші) — село в складі Червенського району Мінської області, Білорусь. Село підпорядковане Колодезькій сільській раді, розташоване в центральній частині області.